# Новак, Семён Яковлевич
Семён Яковлевич Новак — советский государственный и политический деятель, председатель Иркутского областного исполнительного комитета.

## Биография
Родился в 1902 году в местечке Веркиевка. Член ВКП(б) с 1928 года.
Участник гражданской войны в войсках ВЧК.
С 1921 года — на общественной и политической работе. В 1921—1944 гг. — член Веркиевского революционного комитета, секретарь Веркиевского комитета ЛКСМ Украины, заместитель директора, заместитель секретаря комитета КП(б) Украины Капустинского сахарного завода, и. о. директора, директор сахарного завода имени Ильича Харьковской области, заместитель директора Пархомовского сахарного завода, председатель Исполнительного комитета Попельнянского районного Совета, секретарь Организационного комитета Президиума Верховного Совета Украинской ССР по Житомирской области.
В дальнейшем - председатель Исполнительного комитета Иркутского областного Совета, заведующий Контрольной группой СНК Коми АССР, председатель Исполнительного комитета Сыктывкарского городского Совета.
Избирался депутатом Верховного Совета СССР 1-го созыва.